# Малий Сокіл (гора)

Гора Малий Сокіл.

Малий Сокіл — у Криму — кам'яниста гора з двома скельними вершинами, розділеними неширокої сідловиною; на схилах ялівцеві гаї. Півд. відріг г. Перчем-Кая, над дорогою з Судака до Нового Світу, на півн.-сх. г. Сокіл.